# Couvent des sœurs grises d'Amiens
Les vestiges du couvent des sœurs grises d'Amiens sont situées dans le centre-ville d'Amiens, dans le département de la Somme, dans le quartier Saint-Germain.

## Historique
En 1486, s'installèrent à Amiens des sœurs du tiers ordre franciscain (sœurs grises) fondé par Élisabeth de Hongrie. Elles avaient quitté leur couvent de Mainville en Artois, et trouvèrent refuge dans l'hôpital Saint-Nicolas-en-Coquerel d'Amiens. Elles se vouèrent au soin des malades, au secours des pauvres et à l'hébergement des voyageurs. L'église du couvent fut reconstruite au XVIe siècle et les bâtiments au début du XVIIIe siècle.
Le couvent fut déclaré bien national à la Révolution française et fut vendu en 1793. Les frères Duthoit réalisèrent un dessin de ce couvent en 1834.
Ce qu'il restait des bâtiments fut détruit au début de la Seconde Guerre mondiale, lors des bombardements allemands du 19 mai 1940. Les vestiges du cloître et la crypte sont protégés au titre des monuments historiques : inscription par arrêté du 18 décembre 1940.

## Vestiges
Il ne reste en élévation que les murs du cloître formant un quadrilatère qui sont intégrés aujourd'hui dans un jardin public, le « square du cloître des sœurs grises ».